# Villavega de Ojeda

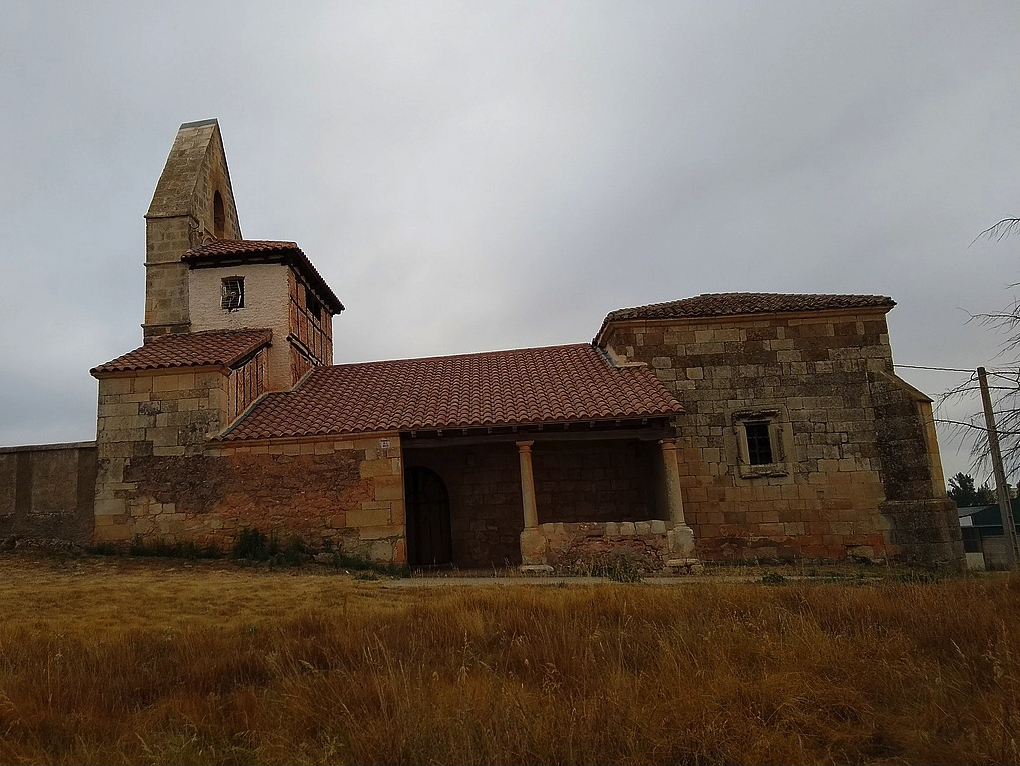
Iglesia de San Miguel

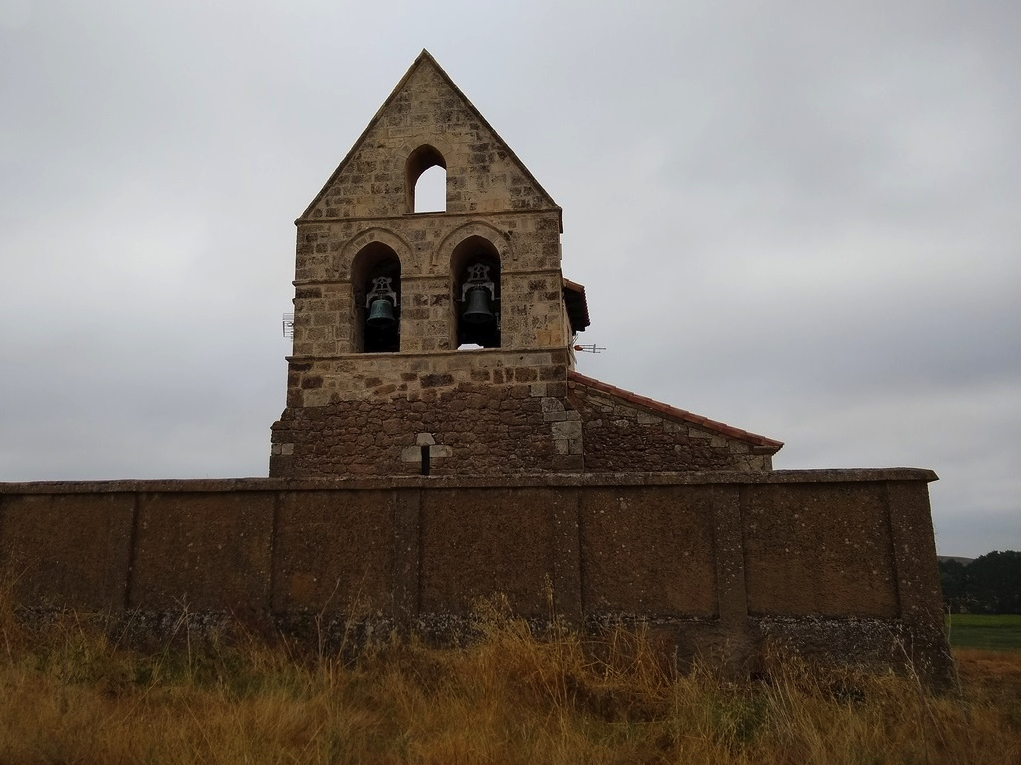
Iglesia de San Miguel (españada)

Villavega de Ojeda es una localidad y también una pedanía del municipio de Olmos de Ojeda en la provincia de Palencia, en la comunidad autónoma de Castilla y León, España.

## Geografía
Antaño conocida como Villavega de Mieces está situada en el valle de Ojeda, a orillas de un arroyo que desagua en el río Burejo; confina con las lomas de Saldaña y tiene un bosque hacia el este y otro hacia el sur.

## Demografía
Evolución de la población en el siglo XXI
| Gráfica de evolución demográfica de Villavega de Ojeda entre 2000 y 2020 |
|                                                                          |
| Población de derecho (2000-2020) según el padrón municipal del INE       |

## Historia
A la caída del Antiguo Régimen la localidad se constituye en municipio constitucional conocido entonces como Villavega de Micieces que en el censo de 1842 contaba con 9 hogares y 47 vecinos, para posteriormente integrarse en Olmos de Ojeda.

## Economía
En el siglo XIX telares de lienzos caseros.